# ادوارد آندراده
ادوارد آندراده (انگلیسی: Edward Neville da Costa Andrade؛ زاده ۲۷ دسامبر ۱۸۸۷ درگذشته ۶ ژوئن ۱۹۷۱) یک فیزیک‌دان، شاعر و نویسنده اهل انگلستان بود.